# Kelly Ryan
Kelly Ryan (Greenville, Carolina del Sur; 10 de julio de 1972) es una ex competidora de figura y convicta estadounidense. 

## Primeros años
En 2005, la biografía de su página web oficial decía que se había licenciado por la Universidad de Carolina del Sur con una carrera en Periodismo, y que su ciudad natal era Greenville, capital del condado homónimo situado en el estado de Carolina del Sur.

## Carrera
Su primera competición de fitness fue la NPC estatal de Carolina del Sur en 1995, donde quedó en primer lugar.
Acabaría ganando ocho competiciones de fitness. Su trayectoria y su presencia en concursos de fitness la convirtieron en una cara conocida en las exposiciones de fitness y en las revistas especializadas.
Ryan fue segunda cuatro veces consecutivas (2000-2004) en el Fitness Olympia.

### Historial competitivo
- 2004 - Fitness International - 2º puesto
- 2003 - Fitness Olympia - 2º puesto
- 2003 - Night of Champions (fitness) - 1º puesto
- 2003 - Fitness International – 3º puesto
- 2002 - GNC Show of Strength - 1º puesto
- 2002 - Fitness Olympia - 2º puesto
- 2002 - Jan Tana Pro Fitness - 1º puesto
- 2002 - Show of Strength Pro Fitness - 1º puesto
- 2002 - Southwest Pro Fitness - 1º puesto
- 2001 - Fitness Olympia - 2º puesto[4]
- 2001 - Pittsburgh Pro Fitness - 1º puesto
- 2001 - Jan Tana Classic - 1º puesto
- 2001 - Fitness International - 2º puesto
- 2000 - Fitness Olympia - 2º puesto
- 2000 - Fitness International – 1st place
- 1999 - IFBB Fitness Olympia - 2º puesto
- 1999 - IFBB Jan Tana Classic - 1º puesto
- 1999 - World Pro Fitness - 2º puesto
- 1998 - Ms. Fitness America - 1º puesto
- 1998 - Team Universe Fitness Championships - 1º puesto (Overall)
- 1996 - NPC Junior USA Fitness - 3º puesto

## Vida personal
Estuvo casada con el culturista Craig Titus. En la cárcel solicitó el divorcio, que se hizo definitivo en diciembre de 2009.

## Implicación en el asesinato de Melissa James
El 14 de diciembre de 2005 se descubrió el cadáver calcinado de Melissa James, una mujer que mantenía una relación sexual con Titus y que vivía en la casa de Ryan y Titus, en el interior de un coche Jaguar perteneciente a Kelly Ryan. La pareja se escondió junta y fue detenida junto con el presunto cómplice, Anthony Gross, tras una investigación de nueve días.
Un fiscal de Nevada alegó en un tribunal abierto que Titus formaba parte de un complot para asesinar a tres testigos que debían declarar en el caso. No se presentaron cargos y el abogado defensor de Titus dijo que no creía que hubiera pruebas suficientes para presentar cargos en la acusación. Mientras esperaba el juicio, en abril de 2006, su madre murió de un ataque al corazón, publicándose en medios que fue por la situación de estrés y ansiedad vivida en relación a dicho caso.
El juicio del coacusado Anthony Gross por incendio provocado y cómplice de asesinato se separó del juicio por asesinato de Titus y Ryan.
El 31 de mayo de 2008, en lugar de ir a juicio, Ryan y Titus se declararon culpables de cargos reducidos. Ryan se declaró culpable de un cargo de incendio provocado, y se acogió a la Doctrina Alford por un cargo de agresión con arma mortal con resultado de lesiones corporales importantes. Fue condenada a dos penas consecutivas de 3 a 13 años de prisión.
El 23 de diciembre de 2011, la Junta de Libertad Condicional de Nevada concedió a Ryan la libertad condicional por los cargos de agresión. Permaneció encarcelada para empezar a cumplir la condena por el cargo de incendio provocado. El 2 de septiembre de 2014, a Ryan se le negó la libertad condicional por el segundo cargo.
El 24 de octubre de 2017 Ryan salió en libertad condicional tras cumplir una condena de casi 12 años de prisión en una cárcel del área de Las Vegas, tras declararse culpable de cargos reducidos en 2008 en relación con la muerte de Melissa James.